# El Rulo (O'Higgins)
"El Rulo" forma parte de una de las localidades o pueblos pertenecientes a la comuna de Coinco en la Región del Libertador General Bernardo O'Higgins (sexta región de Chile), específicamente en la provincia de Cachapoal.
Se emplaza en el centro de otras dos localidades de la comuna, Chillehue y Millahue; un pueblo distintivamente campesino, dueño de una tranquilidad y belleza propia del campo chileno. Entre las actividades económicas que se realizan en este pueblo destacan la agricultura y la ganadería. 
Cabe señalar de que alguna vez también fueron actividades económicas de gran importancia, la extracción de rocas desde sus nobles cerros que abarcan un gran espacio territorial, con vestigios de canteras aún vigentes; esta actividad extractiva aún está vigente de parte de un noble artesano de piedras llamado Danilo Cabezas, y aún más, los cerros del pueblo son invadidos por enormes camiones que sacan grandes volúmenes de rocas que son ocupados en otras construcciones de los alrededores.
El pueblo cuenta con los servicios necesarios para llevar una vida digna y tranquila, cuenta con agua potable, luz eléctrica, alumbrado público; además de esto existen diversos almacenes, carnicería, reten de carabineros, escuela de educación básica, iglesia católica, etc. 
También destaca la existencia de un campo deportivo con su propia liga local, "Bandera de chile", club deportivo que tiene una gran importancia dentro del pueblo y para la región puesto tiene más de 100 años. 
De los lugares típicos podemos mencionar: La gruta de Lourdes, El llano de Los Toros, Las Placetas, La Cancha Carrera, El Cochango, la Media Luna, la Cancha del Bandera, el Río, la Plaza, la lengüeta, etc.
En El Rulo la mayoría de las personas tienen apellidos Abarca o Avilés, pero también están los Rodríguez, Vargas, Zamorano, Pavez, Gárate, Diaz, Monardes, Sánchez, entre otros.
Entre los personajes más conocidos se encuentran: Gaucha, Roberto Monardes -ambos fallecidos el día viernes 16 del mes de junio de 2017 y despedidos en la capilla de El Rulo. Otros personajes son Cachupín, Pestaña, Cachusclei, Los Hermanos Cacharruca, meneno, Mono Carey, Momo, José Carreño, Chaguito. 
El fútbol es uno de los atractivos más importantes de los fines de semana rulino, por lo que la cancha local se llena para recibir a los amantes del fútbol con partidos amistosos o campeonatos de liga local. No solo el fútbol forma parte de los atractivos, sino que también otras actividades típicas como domaduras son características en diversas épocas del año, El Rulo es famoso por las grandes domaduras que realiza el Club Deportivo Bandera de Chile en las fechas del 25 de dic. y el 1 de enero de todos los años.
Otro elemento a destacar es que el Rulo tiene diversas instituciones que le dan vida de alguna u otra manera, una de ellas como ya mencionamos es la del club deportivo, pero también destacan otras como la Junta de Vecinos "La Gruta", "Rulo Cultural", Junta de Vecinos "Cristo Cochango", Jardín Infantil "Los Rulitos", Centro de Madres de El Rulo, Club del Adulto Mayor "Padre Salvador", etc.